# Vozovna Pouchovská
Vozovna Pouchovská je jediná vozovna v Hradci Králové. V areálu sídlí Dopravní podnik města Hradce Králové, samotná vozovna se dělí na trolejbusovou a autobusovou část. Lze zde nalézt také dílny, opravny, myčky atd.
Areál se nachází ve čtvrti Věkoše v Pouchovské ulici. Postaven byl v roce 1952 pro trolejbusy a městské autobusy. Nejprve byly vystavěny dvoje garáže o rozměrech 20×60 m, v dalších desetiletích byl areál rozšiřován. Jeho dostavba byla ukončena roku 1980.